# Am Ohmberg
Am Ohmberg est une commune allemande située dans l'arrondissement d'Eichsfeld en Thuringe. La commune est née le 1er décembre 2010 de la fusion des anciennes communes de Bischofferode, Großbodungen et Neustatdt.

## Géographie

Situation d'Am Ohmberg dans l'arrondissement

Am Ohmberg est située dans le nord de l'arrondissement, le long de la vallée de la Bode, affluent de la Wipper, au nord des monts Ohm (point culminant :  Ohmberg, 528,7 m d'altitude), à la limite avec l'arrondissement de Nordhausen. La commune fait partie de la Communauté d'administration d'Eichsfeld-Südharz et se trouve à 12 km au nord-est de Worbis et à 29 km au nord-est de Heilbad Heiligenstadt, le chef-lieu de l'arrondissement.
La commune est composée des quatre villages de Bischofferode, Hauröden, Großbodungen et Neustadt et de la zone Thomas-Münzer-Siedlung (site des anciennes mines de potasse).
Communes limitrophes (en commençant par le nord et dans le sens des aiguilles d'une montre) : Weißenborn-Lüderode, Steinrode, Kleinbodingen, Kraja, Buhla, Haynrode et Holungen.

## Histoire

### Bischofferode

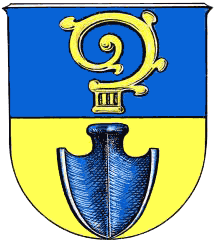
Blason de Bischofferode

La première mention écrite du village date de 1186. En 1238, la seigneurie de Husen à laquelle appartient le village est vendue au monastère de Gerode. Bischofferode est pillé à plusieurs reprises durant la Guerre de Trente Ans par les troupes suédoises et souffre d'une épidémie de peste à la même époque. En 1815, le village est intégré à la province de Saxe dans le royaume de Prusse.
La découverte et l'exploitation à partir de 1909 de gisement de potasse et de sel entraînent un développement important. De nombreux travailleurs forcés y sont employés pendant la Seconde Guerre mondiale, elles sont fermées en 1993 malgré les grèves et manifestations nombreuses.

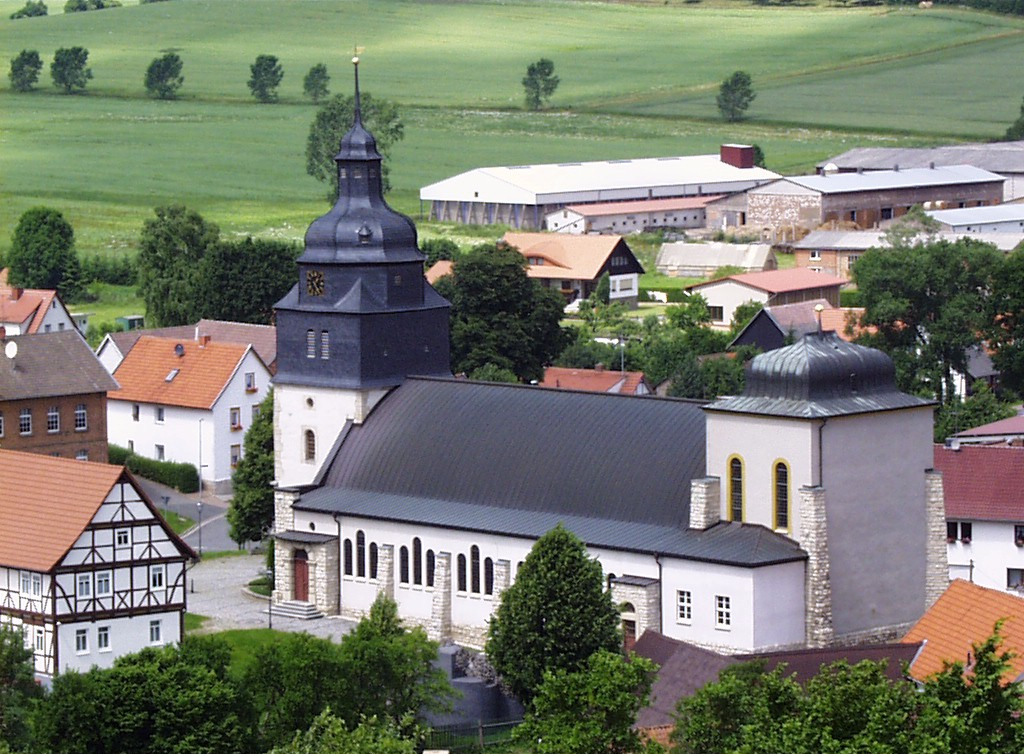
L'église catholique de Bischofferode

### Großbodungen
La première mention de Großbodungen date de 1124. En 1186, la seigneurie est vassale des comtes de Lohra. Le village passe en 1593 sous la domination des comtes de Sondershausen jusqu'en 1815 et à son intégration au royaume de Prusse.
Le château, datant du XIIIe siècle, devient une propriété communale, il est revendu en 1994 aux comtes de Fürstenberg-Westphalie.

### Neustadt

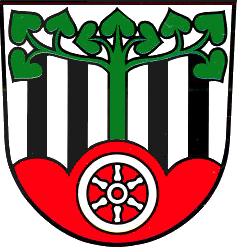
Blason de Neustadt

Le village est connu dès le XIe siècle par son château de Hasen qui est une résidence impériale(Reichsburg) pendant la régence de Henri IV du Saint-Empire. Ce château est détruit au cours de la guerre contre les Saxons en 1074.
Neustadt apparaît en 1262 dans un document émanant de la cour du Pape Urbain IV en 1262. Le village st intégré au royaume de Prusse en 1815.

## Démographie
Commune d'Am Ohmberg dans ses limites actuelles :
| 1910  | 1933  | 1939  | 1995  | 2000  | 2005  | 2010  |
| ----- | ----- | ----- | ----- | ----- | ----- | ----- |
| 3 925 | 3 827 | 3 930 | 4 948 | 4 448 | 4 001 | 3 973 |

### Bischofferode
| 1910  | 1933  | 1939  | 1946  | 1950  | 1961  | 1971  | 1980  | 1985  |
| ----- | ----- | ----- | ----- | ----- | ----- | ----- | ----- | ----- |
| 1 580 | 1 510 | 1 549 | 1 405 | 1 664 | 1 711 | 2 600 | 2 810 | 2 830 |

| 1995  | 2000  | 2005  | - | - | - | - | - | - |
| ----- | ----- | ----- | - | - | - | - | - | - |
| 2 626 | 2 168 | 2 063 | - | - | - | - | - | - |

### Großbodungen
| 1885  | 1910  | 1933  | 1939  | 1995  | 2000  | 2005  |
| ----- | ----- | ----- | ----- | ----- | ----- | ----- |
| 1 068 | 1 331 | 1 436 | 1 499 | 1 579 | 1 526 | 1 512 |

### Neustadt
| 1910 | 1933 | 1939 | 1995 | 2000 | 2005 |
| ---- | ---- | ---- | ---- | ---- | ---- |
| 819  | 881  | 882  | 743  | 754  | 723  |